# Keroplatus testaceus
Keroplatus testaceus är en tvåvingeart som först beskrevs av Johan Wilhelm Dalman 1818.  Keroplatus testaceus ingår i släktet Keroplatus och familjen platthornsmyggor. Arten är reproducerande i Sverige. Inga underarter finns listade i Catalogue of Life.